# Premio Nazionale Rhegium Julii
Il Premio Nazionale Rhegium Julii, attivo dal 1972, è destinato a opere letterarie edite e si articola in numerose sezioni. Viene assegnato a Reggio Calabria. In genere, i riconoscimenti hanno cadenza annua, ma si possono verificare interruzioni.  Le sezioni, o categorie sono: Premio Corrado Alvaro (narrativa), Premio Walter Mauro (saggistica), Premio Leonida Repaci (saggistica), Premio Italo Falcomatà (saggistica), Premio "Rastignac" (giornalismo), Premio Lorenzo Calogero (poesia), Premio Gaetano Cingari (studi meridionalistici) e altre attribuzioni speciali, come il Premio Pasqualino Crupi, attinente a opere di narrativa. 